# Gare de Wiltz
La gare de Wiltz est une gare ferroviaire luxembourgeoise de la ligne 1b de Kautenbach à Wiltz, située à proximité du centre-ville de Wiltz, dans le canton de Wiltz.
Elle est mise en service en 1881 par la Compagnie des chemins de fer Prince-Henri (PH). C'est une gare de la Société nationale des chemins de fer luxembourgeois (CFL), desservie par des trains Regional-Express (RE) et Regionalbunn (RB).

## Situation ferroviaire
Établie à 326 mètres d'altitude, la gare de Willtz est située au point kilométrique (PK) 9,104 de la ligne 1b de Kautenbach à Wiltz. Elle est la gare terminus de ce court embranchement qui débute à Kautenbach sur la ligne 1 de Luxembourg à Troisvierges. Elle dessert les haltes de Paradiso et de Merkholtz.

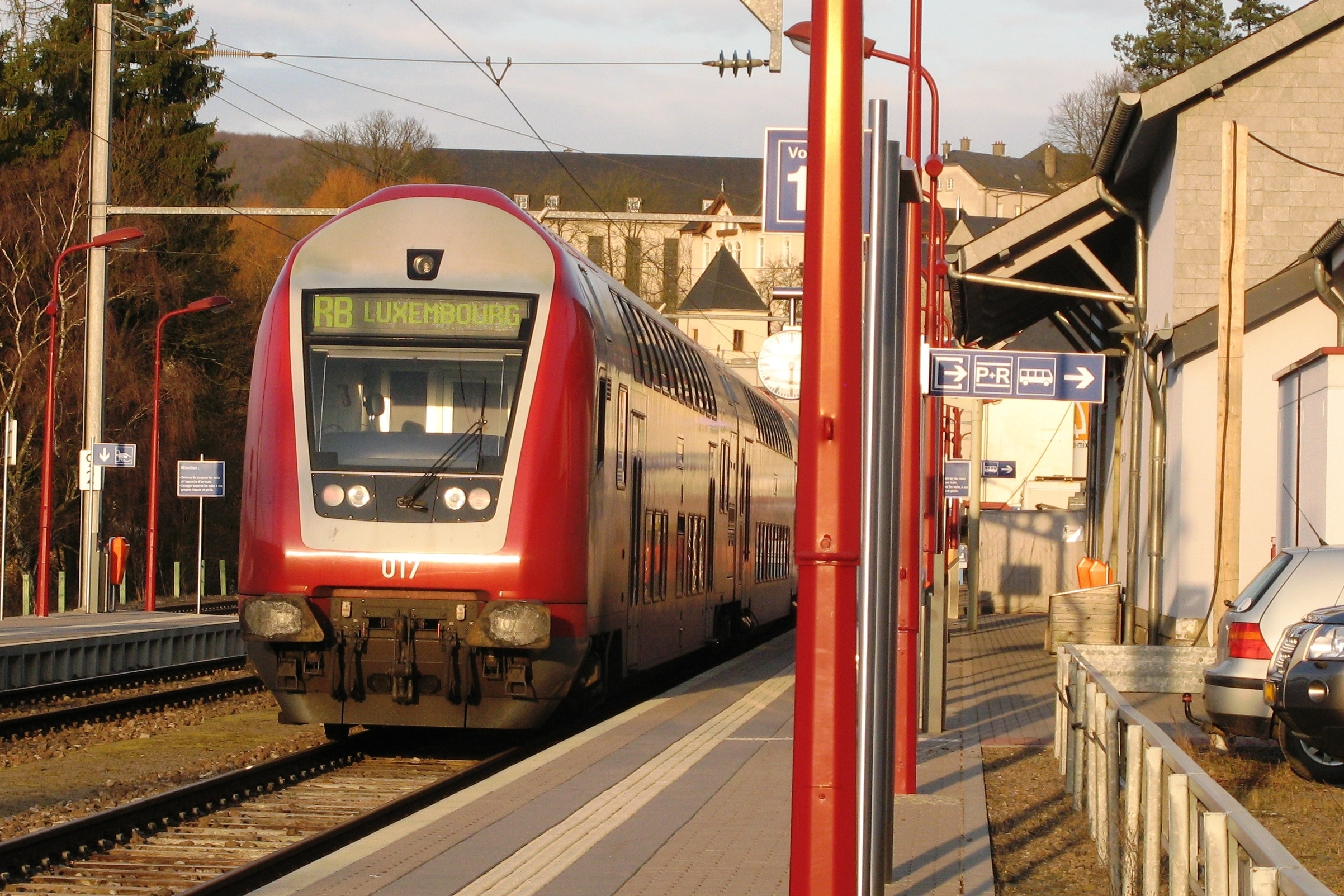
Un train en gare en 2010.

## Histoire
La station de Wiltz est mise en service par la Société anonyme luxembourgeoise des chemins de fer et minières Prince-Henri, lors de l'ouverture à l'exploitation de la section de Kautenbach à Wiltz le 1er juin 1881. Initialement gare terminus, elle précède de 1880 à 1967 la gare de Winseler, sur la section de Wiltz à la frontière belge de cette même ligne, aujourd'hui fermée.

## Service des voyageurs

### Accueil
Gare CFL, elle dispose d'un bâtiment voyageurs, avec guichet d'information et salle d'attente. Des services sont proposés, notamment l'enregistrement des bagages et un guichet des objets trouvés. La gare est équipée d'un automate pour l'achat de titres de transport.

### Dessertes
Willtz est desservie par des trains Regional-Express (RE) et Regionalbunn (RB) de la ligne Kautenbach - Wiltz,.

### Intermodalité
Un parc pour les vélos (7 places) et un parking pour les véhicules (187 places) y sont aménagés. La gare est desservie par les lignes 120, 121, 140, 141, 144, 146, 147 et 148 du Régime général des transports routiers ainsi que par les lignes 1, 2, 3 et 4 (en semaine) et S (le samedi) du réseau communal City-Bus Wiltz.
Une station du service d'autopartage Flex y est implantée.